# Ras (titre)
Pour les articles homonymes, voir Ras.
Ras (en amharique : ራስ) est un titre seigneurial éthiopien.

## Description
Équivalent du titre de duc, il désigne au départ un responsable important non issu de la lignée impériale. Le titre de « Leul Ras » était donné aux chefs de la branche cadette de la dynastie impériale, tels que les princes de Godjam et du Tigré.
Ce titre, un des plus élevés de la cour, était probablement réservé aux gouverneurs héréditaires des grandes provinces de l’Éthiopie dans un contexte de féodalité. Ultérieurement il fut aussi attribué à des membres de la famille impériale et à certains dignitaires ecclésiastiques. Un ras se faisait précéder par 24 tambours, les négarits.

## Historique
Durant le règne l'empire de Menelik II, seuls les chefs des provinces les plus importantes (Harar, Selale, Arsi, Bale, Begemder, Tigrè, Ilubabor, Kaffa, Velega, Volo, Jegu Vadla, Delanta, Davunt, Sedho, Varo, Meket, Zobil, Lasta e Gojam) possèdaient ce titre.
Le terme rastafarisme dérive de ras Tafarì Makonnen, c'est-à-dire de l'union entre le titre ras et le nom de baptême de l'empereur Haïlé Sélassié Ier.
Durant la période fasciste en Italie, la propagande du régime faisait grand cas des conquêtes coloniales en Libye, en Abyssinie, dans le Dodécanèse, etc. D'une certaine façon, l'Éthiopie était alors à la mode (la chanson Facetta Nera en est un bon exemple) et bon nombre de dignitaires du parti fasciste, dont certains avaient combattu en Éthiopie, se décorèrent informellement du titre de Ras. Ainsi par exemple, le très brutal Roberto Farinacci, secrétaire du parti pour la ville de Crémone, était connu comme Ras di Cremona, ou Igino Ghisellini, un autre dignitaire fasciste, mystérieusement assassiné, qui se faisait appeler Ras di Ferrare.